# Municipio de Kastre
El municipio de Kastre (estonio: Kastre vald) es un municipio estonio perteneciente al condado de Tartu.

## Localidades (población año 2011)
- Aadami 44
- Aardla 151
- Aardlapalu 100
- Agali 17
- Ahunapalu 23
- Alaküla 7
- Aruaia 45
- Haaslava 212
- Hammaste 58
- Igevere 70
- Ignase 111
- Imste 10
- Issaku 37
- Järvselja 40
- Kaagvere 272
- Kaarlimõisa 61
- Kannu 34
- Kastre 69
- Kitseküla 34
- Kõivuküla 31
- Koke 70
- Kõnnu 30
- Kriimani 77
- Kurepalu 199
- Kurista 132
- Lääniste 143
- Lange 78
- Liispõllu 13
- Mäksa 120
- Mäletjärve 41
- Melliste 34
- Mõra 104
- Päkste 83
- Paluküla 12
- Poka 93
- Roiu 434 p
- Rõka 6
- Rookse 57
- Sarakuste 55
- Sudaste 101
- Tammevaldma 62
- Terikeste 35
- Tigase 68
- Tõõraste 68
- Uniküla 94
- Vana-Kastre 62
- Veskimäe 46
- Võnnu 552 p
- Võõpste 123
- Võruküla 43[1]